# Carlo Gallini
Carlo Antonio Paolo Maria Gallini (Finale Emilia, 27 aprile 1848 – Roma, 13 marzo 1927) è stato un avvocato e politico italiano.
Laureato a Bologna, è stato consigliere comunale di Roma e provinciale di Modena. Collaboratore di riviste giuridiche è stato deputato per sette legislature e sottosegretario al Ministero di grazia e giustizia, ministro Camillo Finocchiaro Aprile.